# Ketuke
Ketuke – gaun wikas samiti we wschodniej części Nepalu w strefie Sagarmatha w dystrykcie Okhaldhunga. Według nepalskiego spisu powszechnego z 2001 roku liczył on 575 gospodarstw domowych i 2912 mieszkańców (1534 kobiet i 1378 mężczyzn).